# ホセ・ルイス・ロドリゲス・サパテロ
ホセ・ルイス・ロドリゲス・サパテロ（José Luis Rodríguez Zapatero スペイン語発音: [xose'lu̯is roˈðɾiɣeθ θapaˈteɾo]、1960年8月4日 - ）は、スペインの政治家。同国首相（第5代）を務めたほか、党職では2000年より12年間、スペイン社会労働党書記長を務めた。
日本語では「サパテロ」と表記されることが多いが、「サパテーロ」と表記されることもある。
また、スペイン語圏の姓は父方の（祖父の）姓＋母方の（祖父の）姓で構成で示され、一般的には簡略形として父方の姓を用いるが（姓参照）、サパテロの場合、父方の姓ロドリゲスがスペインで最も多い姓と言われるため、母方の姓を簡略形として用いている。

## 来歴
サパテロはバリャドリッドの生まれであるが、両親はレオンの出身であり、伝統的に左翼陣営の家系である。彼の祖父は、1936年から始まったスペイン内戦の初期に、クーデターを起こしたフランコ将軍派に処刑された、人民戦線政府軍の大尉だった。フランコ総統の死後、最初の民主的選挙が行われた1977年、17歳のサパテロはフェリペ・ゴンサレスが率いる社会労働党の政治集会に参加し、翌1978年に入党した。
サパテロは1982年までレオン地区の社会主義青年団長を務め、レオン大学法学部卒業後、1986年に26歳で下院議員に初当選した。1988年、党のレオン支部長に選出。1997年、党中央執行部の委員に就任。2000年7月22日に行われた党の定例会議において、サパテロは39歳で書記長（中央執行委員長）に選出された。彼は、イギリスのブレア首相が掲げる「第三の道」に影響を受けた「新たな道」 (Nueva Vía) を提唱する党内新世代の代表である。
スペインでは1996年まで社会労働党政権が続いたが、アスナール率いる国民党に政権を奪われ、2000年3月の総選挙でも社会労働党は政権を奪還できなかった。2004年3月14日に投票された総選挙において、サパテロは社会労働党の首相候補となり、国民党との対決姿勢を示したが、選挙直前まで国民党の優位は変わらなかった。しかし、3月11日にマドリード列車爆破テロ事件が起こると、この事件に対する政府の対応への批判が与野党逆転へと導き、社会労働党が勝利した。4月2日に新国会が召集され、4月16日に首相信任投票が行われてサパテロは首相に選出された。
サパテロはや社会労働党政権は、「テロに対して弱腰の姿勢はとらない」、「スペインの統一を危うくする地域的民族主義者であるバスク祖国と自由 (ETA) を許さない」と主張してきた。また、これまでアスナール政権がとってきた米英寄りの外交政策を転換し、就任間もない4月18日にイラクからの撤兵を指示し、イラクでの混乱が続く中でのスペインの早期撤兵決定は国際社会に波紋を広げた。
政権発足当初は軽量級との評価も聞かれたが、同性婚の合法化や女性政策、家族政策などでリベラルな改革を推進し、若年層の支持をつかんだ。他方で1期目には対米関係の本格的な修復に至らず、外交が弱点とされた。2008年3月の総選挙では経済の退潮から右派勢力の伸長を許し、接戦となったが勝利した。2期目の政権発足時には、閣僚の半数以上に女性を抜擢するなど、引き続きリベラル路線を保持していく姿勢を見せた。2009年9月には米国の意向に沿う形でアフガン増派を決定した。10月には就任5年にして初の米国公式訪問など、対米関係の改善を模索した。2010年8月31日から9月2日まで日本を訪れた。
2期目においては経済危機が深刻化し、2010年以降の欧州債務危機ではスペインの財政悪化も焦点の一つとなった。2007年末に9％前後だった失業率が2011年第3・四半期には21.5％となるなど経済運営に苦慮する中、2011年4月には次期総選挙への不出馬を表明、5月22日に実施された自治州、地方選挙で歴史的な大敗を喫すると、野党から求められていた、次期総選挙（2012年予定）の繰り上げ実施を受け入れ、2011年11月20日の実施を発表した。この選挙の結果ラホイ率いる国民党に惨敗し、7年ぶりに政権政党が代わることになった。

## 人物
ミスター・ビーンを演じるローワン・アトキンソンに風貌が似ていると言われており、2009年1月4日には欧州連合議長国ホームページに掲載されていた顔写真がMr.ビーンにすり替えられてホームページが一時機能停止する事態になっている。軽い物腰と理想主義的な姿勢から、愛称は「（子鹿の）バンビ」。元教師のソンソーレス夫人との間に2女あり。